# Чорноморська група військ
Чорноморська група військ (рос. Черноморская группа войск) — оперативно-стратегічне об'єднання, група радянських військ, що діяла у складі Закавказького та Північно-Кавказького фронтів у ході битви за Кавказ за часів Другої світової війни.

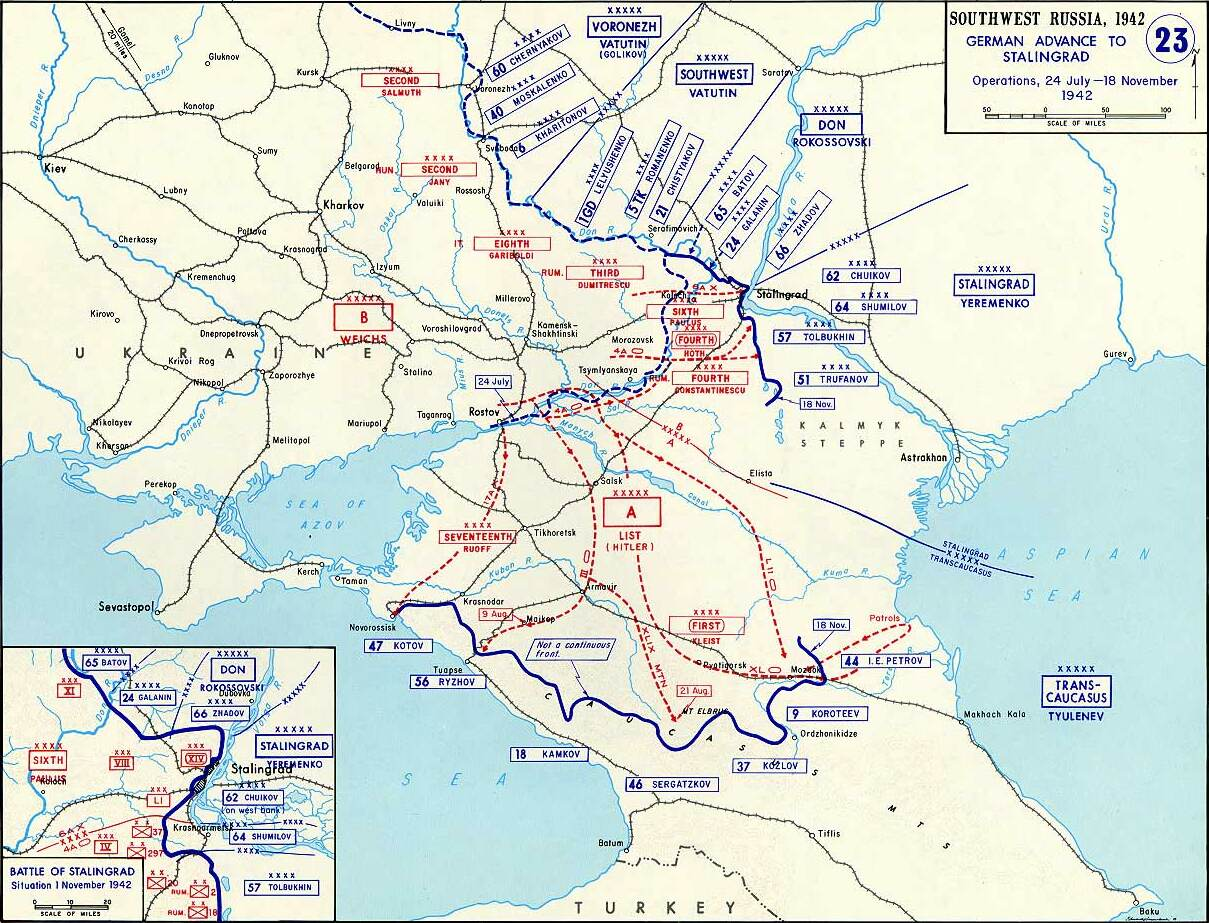
Наступ німецьких військ. Липень — листопад 1942

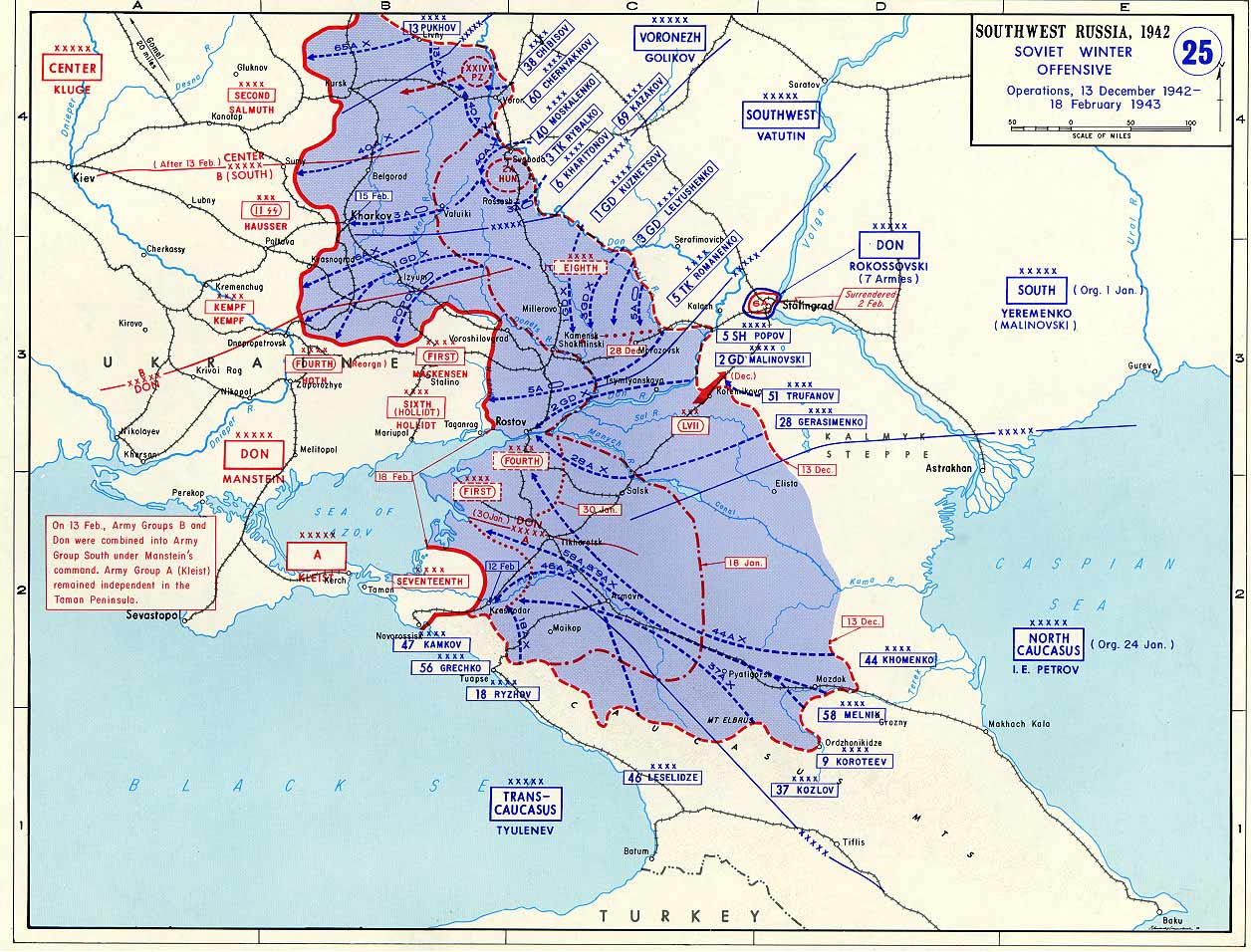
Контрнаступ радянських військ. 13 грудня 1942 — 18 лютого 1943

## Історія
Чорноморська група військ створена 3 вересня 1942 року шляхом переформування Північно-Кавказького фронту і стала складовою частиною Закавказького фронту. До 26 листопада 1942 року війська групи військ обороняли чорноморське узбережжя Кавказу, вели бої за Новоросійськ, Туапсе, доки німецька група армій «A» не перейшла до оборони поздовж передгір'я Великого Кавказу. З січня 1943 року з переходом радянських військ у наступ на Кавказі, Чорноморська група військ силами 18-ї, 46-ї, 47-ї та 56-ї загальновійськових армій билася за визволення Новоросійська, Майкопа, Краснодара.
З 5 лютого включена до складу військ Північно-Кавказького фронту, 15 березня розформована.

## Формування Чорноморської групи військ
| № | Назва                     | Сформована                           | У складі                                     | Час існування                    | Бойовий шлях битви, операції, бої    | Бойовий шлях битви, операції, бої                                      | Склад                                    | Подальша доля | Командувачі                    |
| № | Назва                     | Сформована                           | У складі                                     | Час існування                    | Оборонні                             | Наступальні                                                            | Склад                                    | Подальша доля | Командувачі                    |
| - | ------------------------- | ------------------------------------ | -------------------------------------------- | -------------------------------- | ------------------------------------ | ---------------------------------------------------------------------- | ---------------------------------------- | ------------- | ------------------------------ |
| 1 | Чорноморська група військ | з військ Північно-Кавказького фронту | Закавказький фронт Північно-Кавказький фронт | 3 вересня 1942 — 15 березня 1943 | Кавказ → Новоросійська → Туапсинська | Кавказ → Північно-Кавказька → Новоросійсько-Майкопська → Краснодарська | 18-та, 46-та, 47-ма, 56-та армії 5-та ПА | розформована  | Черевиченко Я. Т. Петров І. Ю. |

## Командувачі
- генерал-полковник Черевиченко Я. Т. (3 вересня — 17 жовтня 1942);
- генерал-лейтенант Петров І. Ю. (17 жовтня 1942 — 15 березня 1943).